# Rolaspis leucadendri
Rolaspis leucadendri är en insektsart som först beskrevs av Charles Kimberlin Brain 1920.  Rolaspis leucadendri ingår i släktet Rolaspis och familjen pansarsköldlöss. Inga underarter finns listade i Catalogue of Life.